# Кисак Фор Медок
Кисак Фор Медок (фр. Cussac-Fort-Médoc) насеље је и општина у југозападној Француској у региону Аквитанија, у департману Жиронда која припада префектури Бордо.
По подацима из 2011. године у општини је живело 2036 становника, а густина насељености је износила 113,05 становника/km². Општина се простире на површини од 18,01 km². Налази се на средњој надморској висини од 19 метара (максималној 29 m, а минималној 0 m).

## Демографија
| 1962. | 1968. | 1975. | 1982. | 1990. | 1999. | 2011. |
| ----- | ----- | ----- | ----- | ----- | ----- | ----- |
| 785   | 792   | 824   | 1.101 | 1.318 | 1.355 | 2.036 |

График промене броја становника у току последњих година